# Karabin Accuracy International AW50
Accuracy International AW50 – brytyjski wielkokalibrowy karabin wyborowy należący do serii karabinów Arctic Warfare, zaprojektowany przez przedsiębiorstwo Accuracy International. Karabin wykorzystuje amunicję 12,7 × 99 mm NATO (.50 BMG).

## AW50F
AW50F to odmiana karabinu AW50 ze składaną kolbą, używana m.in. przez Australian Army.